# Laboratory Cabin Module
Os Laboratory Cabin Modules (LCM), Wentian (chinês tradicional: 問天, chinês simplificado: 问天, pinyin: Wèn Tiān, lit. ‘Quest for the Heavens’) e Mengtian (chinês tradicional: 夢天, chinês simplificado: 梦天, pinyin: Mèng Tiān, lit. ‘Dreaming of the Heavens’), são os componentes principais da Estação Espacial Tiangong. Baseados no módulo experimental Tiangong 2, os LCMs completam a terceira e final fase do Projeto 921, o programa na AENC que busca estabelecer uma estação espacial permanente da China. Enquanto as pequenas naves não tripuladas podem oferecer plataformas de micro gravidade e exposição espacial para a realização de pesquisa científica, os LCMs oferecem um ambiente de longo prazo, combinado com um acesso fácil por pesquisadores humanos no decorrer de períodos de tempo que superam por muito as capacidades da Shenzhou. As operações serão controladas pelo Centro de Controle de Missão de Pequim.

## Dimensões
O tamanho de cada módulo é de 14,4 metros. Eles são cilíndricos, com um diâmetro máximo de 4,2 metros e uma massa orbital de aproximadamente 20,000 kg cada um.

## Lançamento
Os dois módulos serão lançados em 2022 pelo Longa Marcha 5B a partir do Centro de Lançamento Espacial de Wenchang. Wentian tem o lançamento planejado para 24 de julho de 2022 enquanto Mengtian está programado para outubro.  Serão inseridos numa órbita terrestre baixa, com uma altitude média de 393 km, numa inclinação de 42º, centrados na termosfera.